# Прикладне програмне забезпечення
Прикладне програмне забезпечення (англ. application software), також прикладна програма, прикладне ПЗ, застосовна програма — частина програмного забезпечення, що потребує безпосередньої взаємодії та забезпечує користувачеві розв'язання певної задачі. Цим самим поняття прикладного ПЗ є протилежним до системного та іншого допоміжного ПЗ (наприклад операційна система) котрі «лише» забезпечують можливість виконання роботи але не приносять безпосередньої користі користувачеві.
Наглядним прикладом аналогічного поділу може бути електричний струм: електромережа не приносить прямої користі користувачеві але забезпечує роботу електричних пристроїв надаючи їм електроенергію, в свою чергу користувач використовує ці пристрої для вдоволення потреб, тобто отримує користь.
Проте таке чітке розмежування не завжди можливе, особливо у вбудованих системах (наприклад мобільний телефон або кавоварка) де програмне та апаратне забезпечення є єдиним цілим.
Окрім того виробники системного ПЗ нерідко вбудовують також і прикладні програми, відомим прикладом є ОС Windows, де стандартно вбудовано велику кількість прикладного ПЗ. Ця практика не завжди відповідає вимогам користувачів певної системи.
Існує велика кількість стандартизованого прикладного ПЗ, котре спрямовано на задоволення потреб якомога ширшого кола. Але значна частина прикладного ПЗ розробляється індивідуально «з нуля» або ж на основі стандартних програм для рішення вузьких завдань, наприклад: в межах однієї компанії чи галузі.